# Environnement au Canada

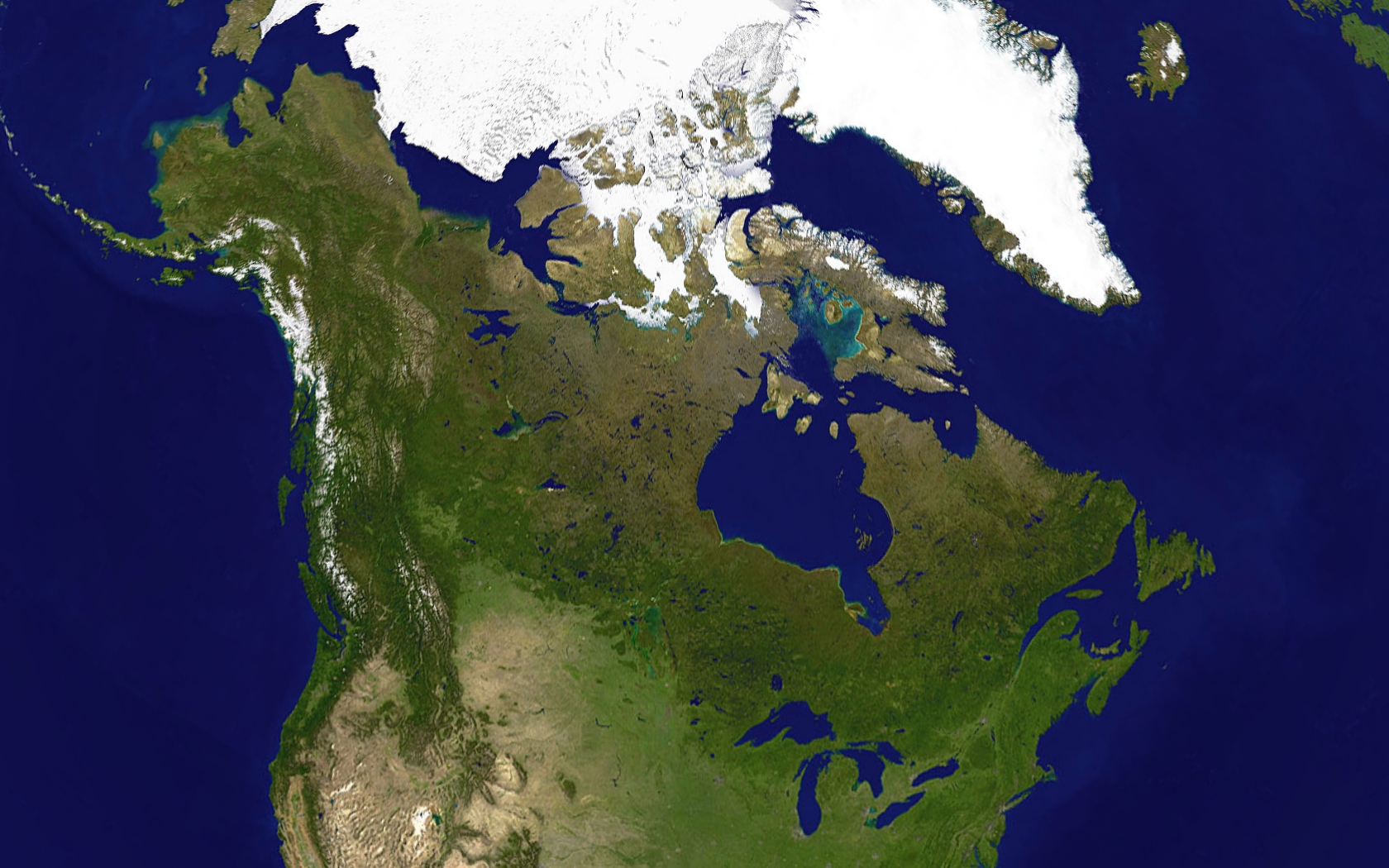
Image satellite du Canada. Au nord du, on retrouve la toundra, les forêts boréales prévalent sur le bouclier canadien alors que plus au sud la forêt mixte et la forêt de feuillus est présente. La glace est prédominante dans les îles arctiques ainsi que sur certaines montagnes côtières de la côte Ouest. L'agriculture est prédominante dans les Prairies de l'Ouest, sur la partie nord des Grands Lacs et dans la vallée du Saint-Laurent. Ces deux dernières régions comptent la plus grande partie de la population.

L'environnement au Canada est l'environnement (ensemble des éléments - biotiques ou abiotiques - qui entourent un individu ou une espèce et dont certains contribuent directement à subvenir à ses besoins) du pays du Canada. Deuxième plus grand pays en termes de surface totale (terres et mers), le Canada couvre un immense territoire entre trois océans et se compose de milieux très diversifiés. Bien que le climat d'une partie du territoire soit polaire, la biodiversité est importante et certains paysages sont remarquables. Le Canada compte un certain nombre de zones protégées, dont 42 parcs nationaux.
En 2007, le Canada était le 7e plus gros émetteur de CO2 au monde, avec environ 2 % du total des émissions, et l'un des premiers émetteurs de gaz à effet de serre par habitant (en raison notamment de l'exploitation des sables bitumineux). Le Canada est le 5e plus gros producteur mondial de pétrole brut et de gaz naturel, ainsi qu'un des plus gros producteurs d'hydroélectricité au monde.
L'empreinte écologique par personne du Canada était en 2012 de 9 hag, ce qui est très supérieur à la moyenne mondiale (2,6 hag), en raison d'un mode de vie très consommateur en ressources. Il s'agit de l'une des plus fortes empreintes au monde. La biocapacité par personne était de 16 hag, valeur forte due à la grande étendue du territoire par rapport à la population, de sorte que le Canada est en excédent écologique. Même si l'empreinte écologique est stable depuis les années 1970, du fait que la biocapacité est en décroissance, l'excédent écologique du Canada décroît depuis les années 1970.

## La biodiversité au Canada

### Milieux, faune et flore

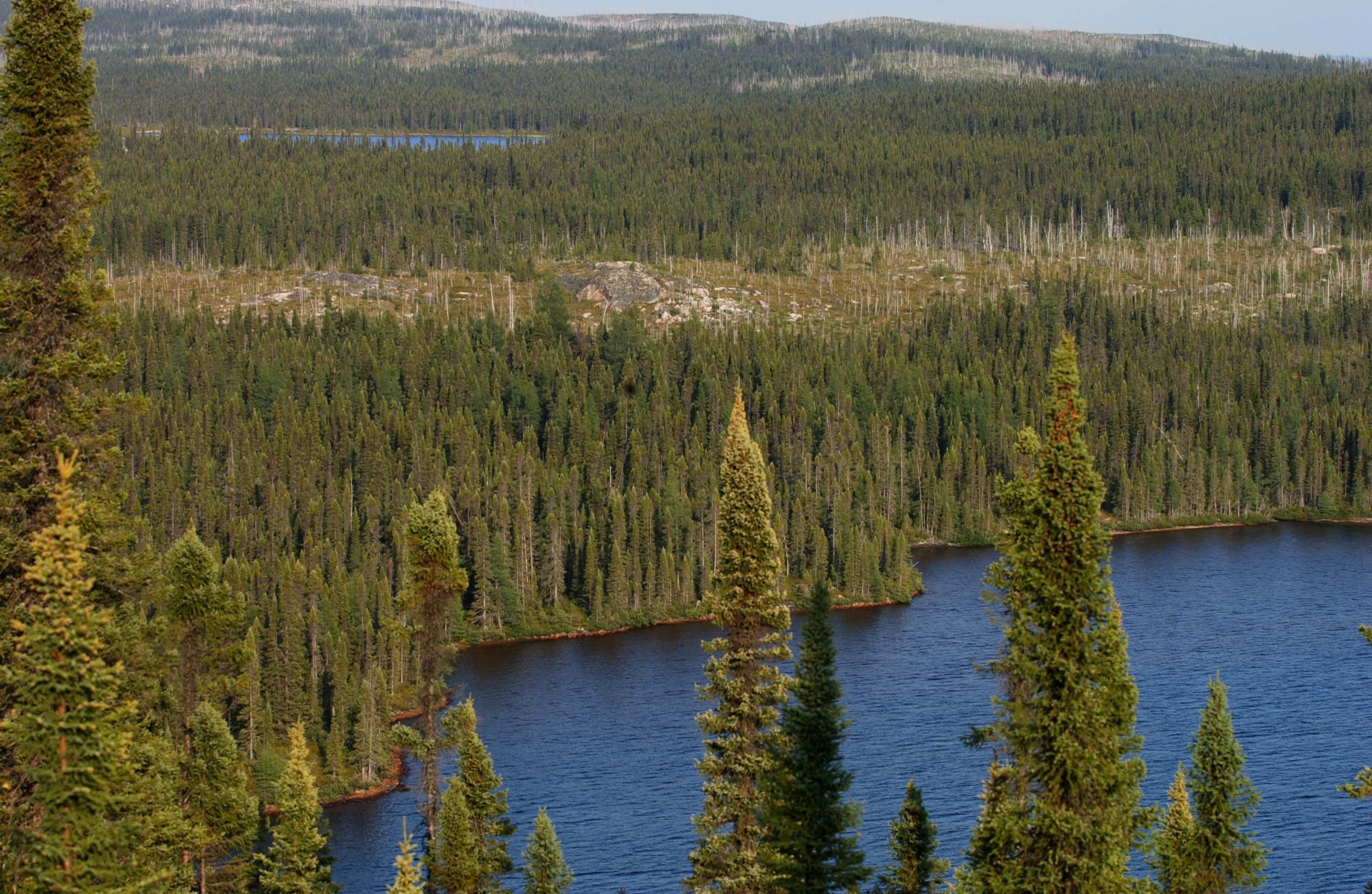
La forêt boréale au Canada

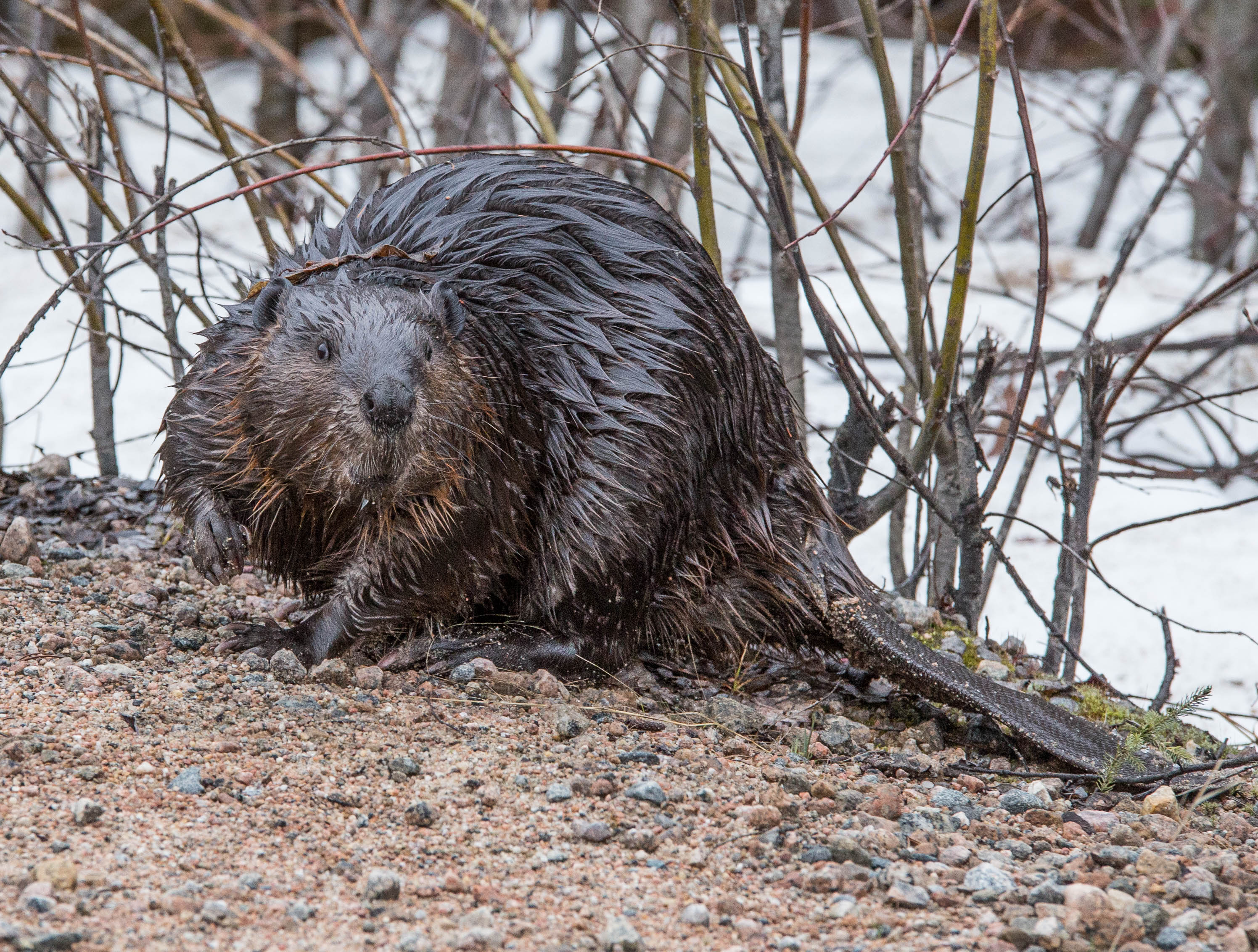
Castor du Canada, emblème animal du Canada

Deuxième plus grand pays en termes de surface totale (terres et mers), le Canada couvre un immense territoire entre l'océan Pacifique, à l'ouest, l'océan Atlantique, à l'est, et l'Océan Arctique au nord. L'altitude maximale est de 5 959 mètres au Mont Logan. Le territoire canadien se compose donc de milieux très diversifiés, et pour partie de milieux aux conditions extrêmes (au-delà du cercle polaire arctique et en très haute montagne). Il est traversé par plusieurs fleuves importants. Le nombre de biomes différent est assez élevé, on y trouve plusieurs biomes de Forêts tempérées d'arbres à feuilles caduques, Forêts de conifères tempérées, Taïga, Prairies, savanes et brousses tempérées, toundra, une zone de Déserts et broussailles xérophytes en continuité du quasi-désert du Wyoming.
La surface forestière était estimée à 310 000 000 hectares en 2005 d'après la FAO. Le Canada compte plus de 70 000 espèces connues.
La population de chevreuils dans la province du Nouveau-Brunswick a chuté de 70 % depuis 1985. L'usage massif du glyphosate semble en être la cause majeure.
En 2016, le caribou et le papillon monarque sont « en voie de disparition ». La population de caribou a diminué d'un tiers depuis le début des années 2000 en raison principalement de l’exploitation intensive des forêts, ce qui détruit son habitat et ses sources de nourriture. Le renard roux remonte en Arctique et devient un prédateur du renard arctique. Le bourdon américain est en voie de « disparition imminente » au Canada. Son extinction pourrait avoir des effets néfastes sur plusieurs écosystèmes,

### Zones protégées

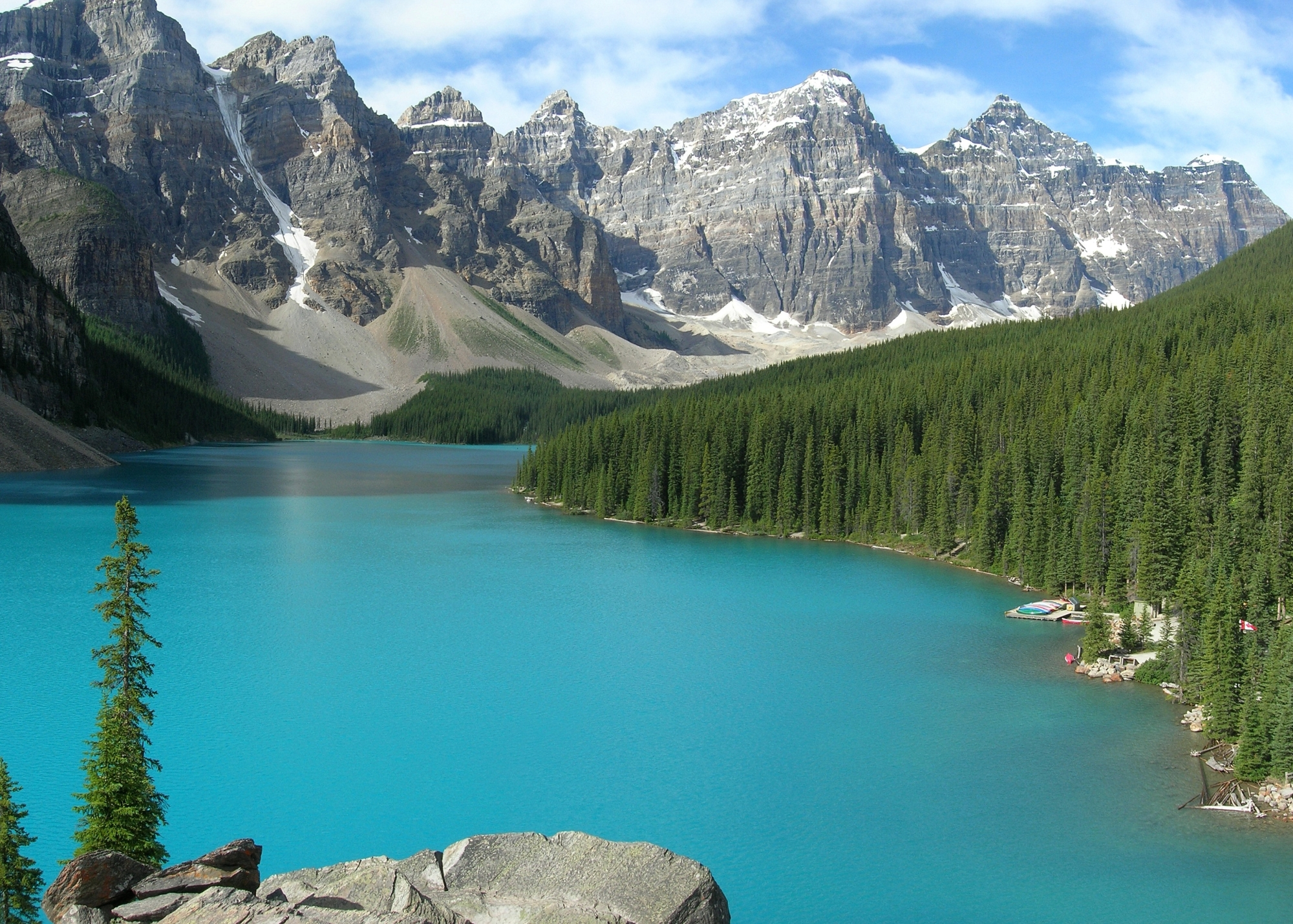
Le lac Moraine dans le parc national de Banff, le plus ancien parc national du Canada

Au niveau fédéral, le Canada compte 42 parcs nationaux et réserves de parcs nationaux, quatre aire marine nationale de conservation et un site canadien, en plus de nombreux parcs et aires protégés au niveau provincial. La première réserve (prémisse d'un parc) est érigée en 1885 à Banff en Alberta. La loi couvrant les parcs nationaux date de 1911. En 2010, un parc a été inclus à la liste des géoparcs reconnus par l'UNESCO.

## Impacts sur les milieux naturels

### Activités humaines
Le Canada est développé et fortement industrialisé ; de vastes étendues restent néanmoins inhabitées.

#### Exploitation forestière

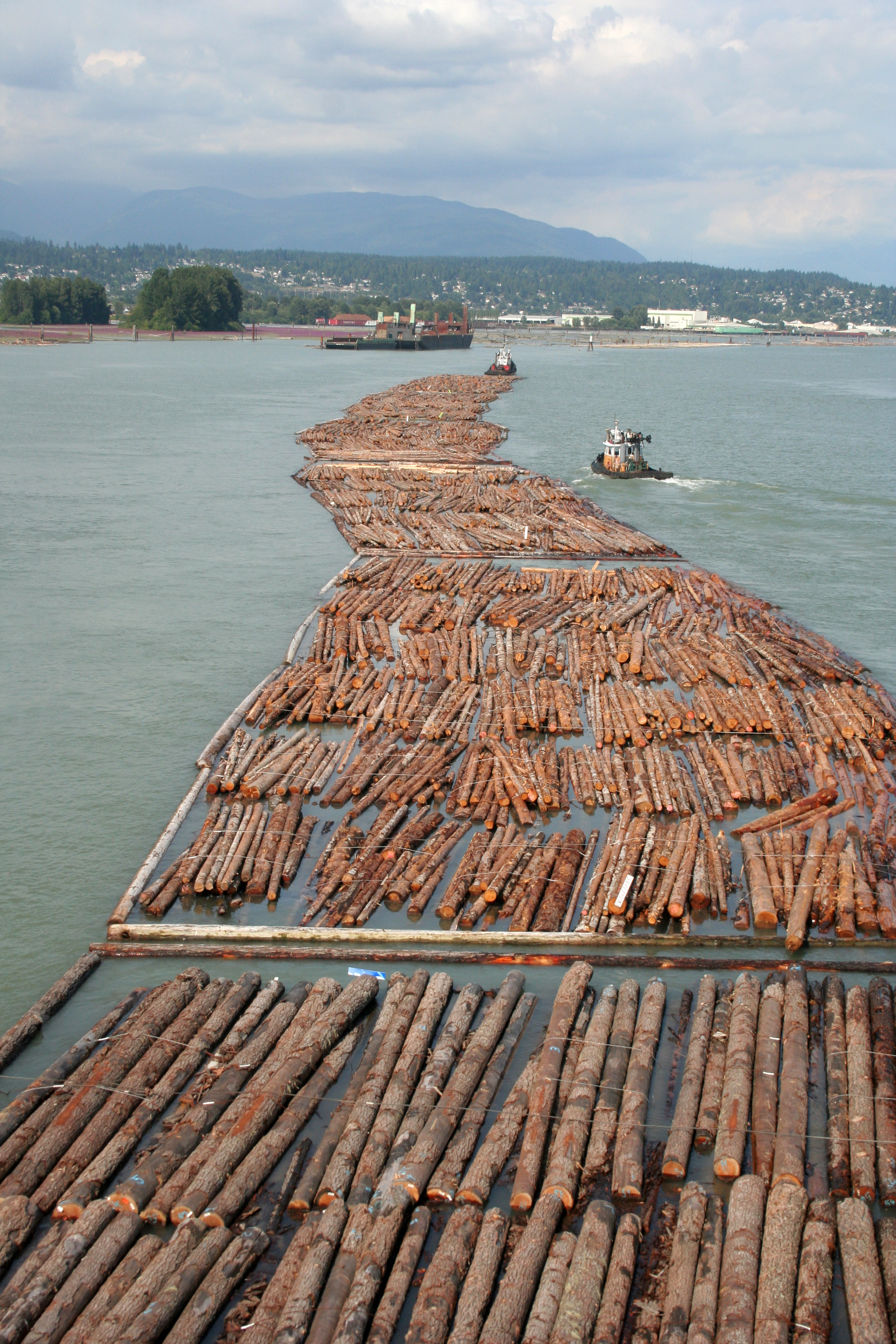
Transport par flottage de grume à Vancouver

L'industrie forestière canadienne produit du bois d'œuvre. La région la plus productrice est celle de la Colombie-Britannique.
La gestion des forêts de la province du Nouveau-Brunswick est particulièrement opaque. Spécialiste international de la corruption politique, Donald Bowser se dit « estomaqué de découvrir qu'il y a moins de transparence au Nouveau-Brunswick qu'au Kurdistan, au Guatemala ou en Sierra Leone, en dépit des fonds publics colossaux engagés dans l'exploitation des ressources naturelles ».
La province a progressivement cédé au groupe Irving la gestion du patrimoine forestier relevant du secteur public, en abaissant régulièrement les normes. En 2014, le dernier réduit la taille des zones tampons entre les forêts et les sites habitables, autorise davantage de coupes à blanc, augmente le volume de production prévu et fait passer la proportion des zones protégées de 31 % à 22 %.

#### Agriculture, pêche et alimentation

##### Agriculture

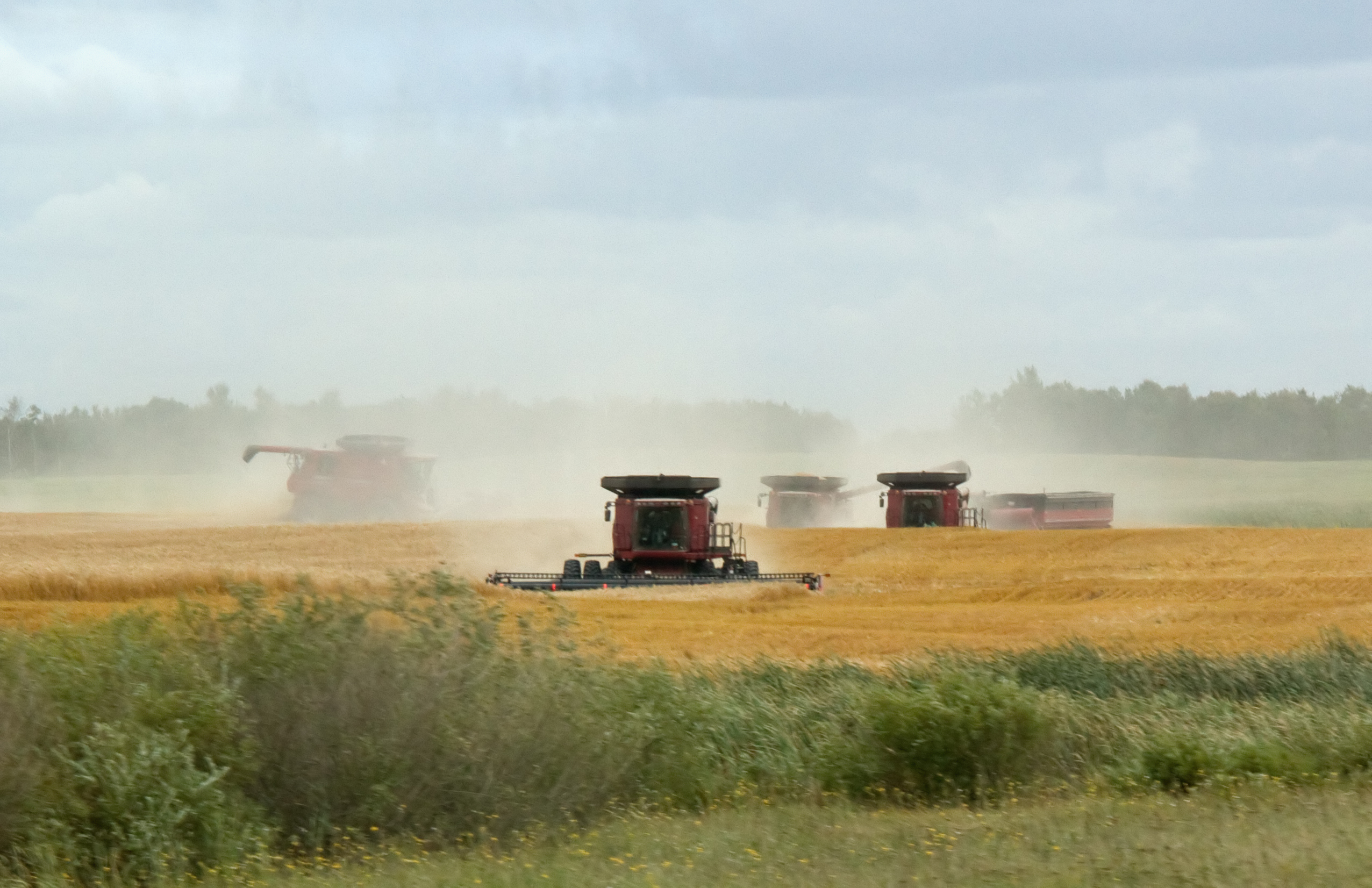
Agriculture en Saskatchewan

La variété de sols et de climats canadiens explique la grande diversité de son agriculture. La Colombie-Britannique et l'Ontario sont reconnus pour leurs productions maraîchères intensives. On trouve dans les prairies de l'Ouest du pays, de grandes zones de culture céréalière extensive. Le Québec est un grand producteur de produits laitiers tandis que l'Île-du-Prince-Édouard produit la majorité de la production de pomme de terre canadienne.
En 2021, environ 6 000 chevaux par an sont transportés vivants par avion et engraissés au Japon pour être consommés crus sur place.

##### Pêche
La pêche est une activité historique au Canada, que ce soit dans les lacs, les eaux côtières ou au large. À Terre-Neuve, dans les années 1800, la pêche au phoque est importante. Dans les années 1960 et 1970, les sociétés propriétaires des grands chalutiers dans les Maritimes et à Terre-Neuve se développent. Le Canada a connu une surpêche à la fin du XXe siècle. En dépit du moratoire de 1992, la morue n’est jamais revenue. En 2019, le gouvernement autorise l’élevage de saumons transgéniques. Ces saumons qui produisent plus d'hormone de croissance grandissent deux fois plus rapidement qu'un saumon normal.

#### Hydroélectricité

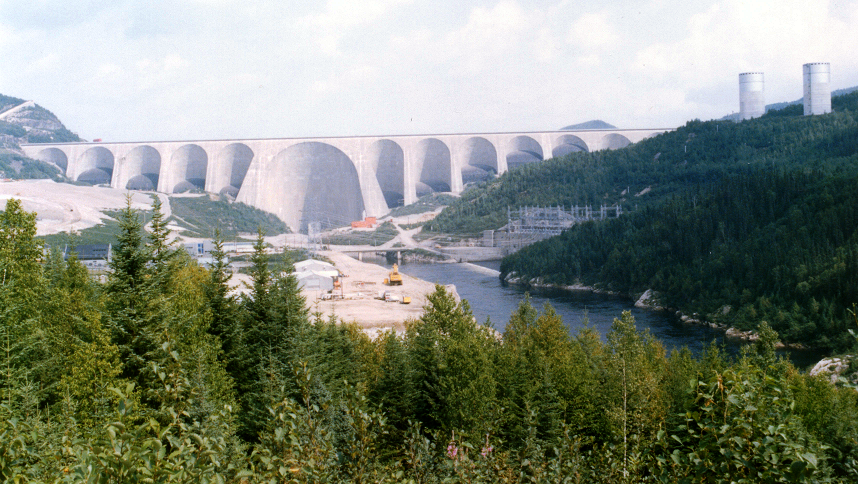
Le barrage Daniel-Johnson sur la rivière Manicouagan au Québec

Le Canada possède plusieurs rivières et fleuves à grand débit rendant possible l'exploitation d'hydroélectricité. Entre 2000 et 2002, le Canada était le plus grand producteur d'hydroélectricité du monde avec près de 337 milliards de kilowattheures annuellement.

#### Industrie pétrolière

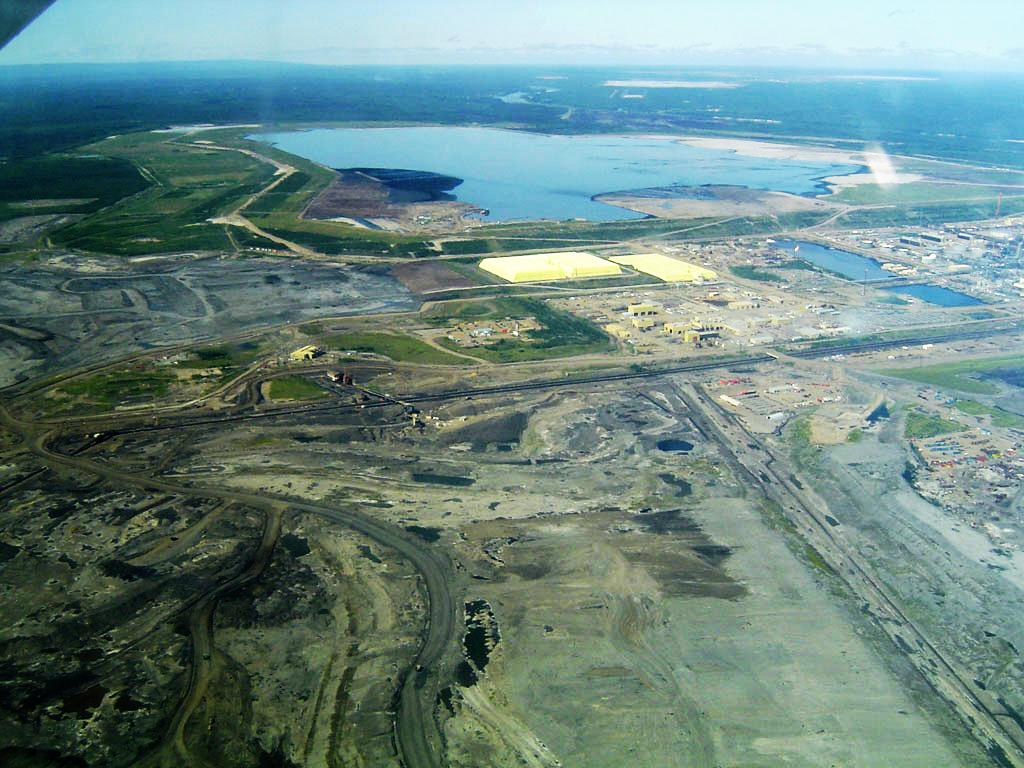
L'exploitation des sables bitumineux en Alberta

Le Canada est le 5e plus gros producteur mondial de pétrole brut et de gaz naturel. Ses réserves de pétrole, en incluant l'exploitation des sables bitumineux, sont parmi les plus importantes au monde (environ 10 % du total des réserves mondiales).
En juin 2019, le gouvernement de Justin Trudeau annonce la relance des travaux d'agrandissement de l'oléoduc Trans Mountain vers la côte Ouest canadienne. La décision est saluée par l'industrie pétrolière mais décriée par les écologistes. Une fois achevé, le projet pourrait dégager environ 330 millions d'euros par an mais aussi entraîner une hausse additionnelle de 15 millions de tonnes des émissions de gaz à effet de serre du Canada.

#### Industrie minière
L'industrie minière est fortement soutenue par le gouvernement. Le Canada fut l’un des plus gros producteurs d’amiante au monde. Il a gardé des mines en activité jusqu’en 2011, bien après que cette fibre minérale ait été reconnue dangereuse pour la santé et l'environnement. Des ressources d'uranium sont également présentes sur le territoire.
Le Premier ministre Stephen Harper déclare vouloir faire du Canada l’un des plus grands exportateurs de ressources naturelles au monde. Il lui a été reproché d’affaiblir délibérément les protections environnementales en vigueur afin de favoriser l’industrie, notamment minière.
En aout 2014, la catastrophe du Mont Polley endommage considérablement la biodiversité. Des milliards de litres d’eaux usées et de boues toxiques se sont déversées dans les lacs et les cours d’eau environnant. La rupture de la digue est survenue malgré un rapport officiel de 2011 alertant le propriétaire de la mine, Imperial Metals, sur la nécessité de trouver une solution durable pour évacuer les eaux usées s’accumulant dans le bassin.
L'industrie minière possède une influence sur la politique des gouvernements provinciaux. Imperial Metals a versé depuis 2005 plus de 200 000 dollars canadiens au Parti libéral de la Colombie-Britannique. Son principal actionnaire a également organisé en 2013 une soirée privée de collecte de fonds en appui à la campagne de réélection de la Première ministre de Colombie-Britannique, Christy Clark.

### Pollutions

#### Les émissions de gaz à effet de serre (GES)
| En millions de tonnes de CO2 | 1990 | % 1990 | 2005 | 2006 | 2007 | 2009 | 2010 | % 2010 | % var. 2010/1990 |
| ---------------------------- | ---- | ------ | ---- | ---- | ---- | ---- | ---- | ------ | ---------------- |
| Amérique du Nord             | 5566 | 26,5   | 6743 | 6654 | 6780 | 6110 | 6322 | 20,8   | +13,6            |
| Canada                       | 433  | 2,1    | 556  | 538  | 573  | 525  | 537  | 1,8    | +24,0            |

En 2007, le Canada était le 7e plus gros émetteur de CO2 au monde, avec environ 2 % du total des émissions. L'exploitation des sables bitumineux de l'Athabasca crée de graves pressions sur l'environnement et a fait du Canada l'un des plus grands émetteurs de gaz à effet de serre par habitant au début du XXIe siècle.

#### La pollution de l'air

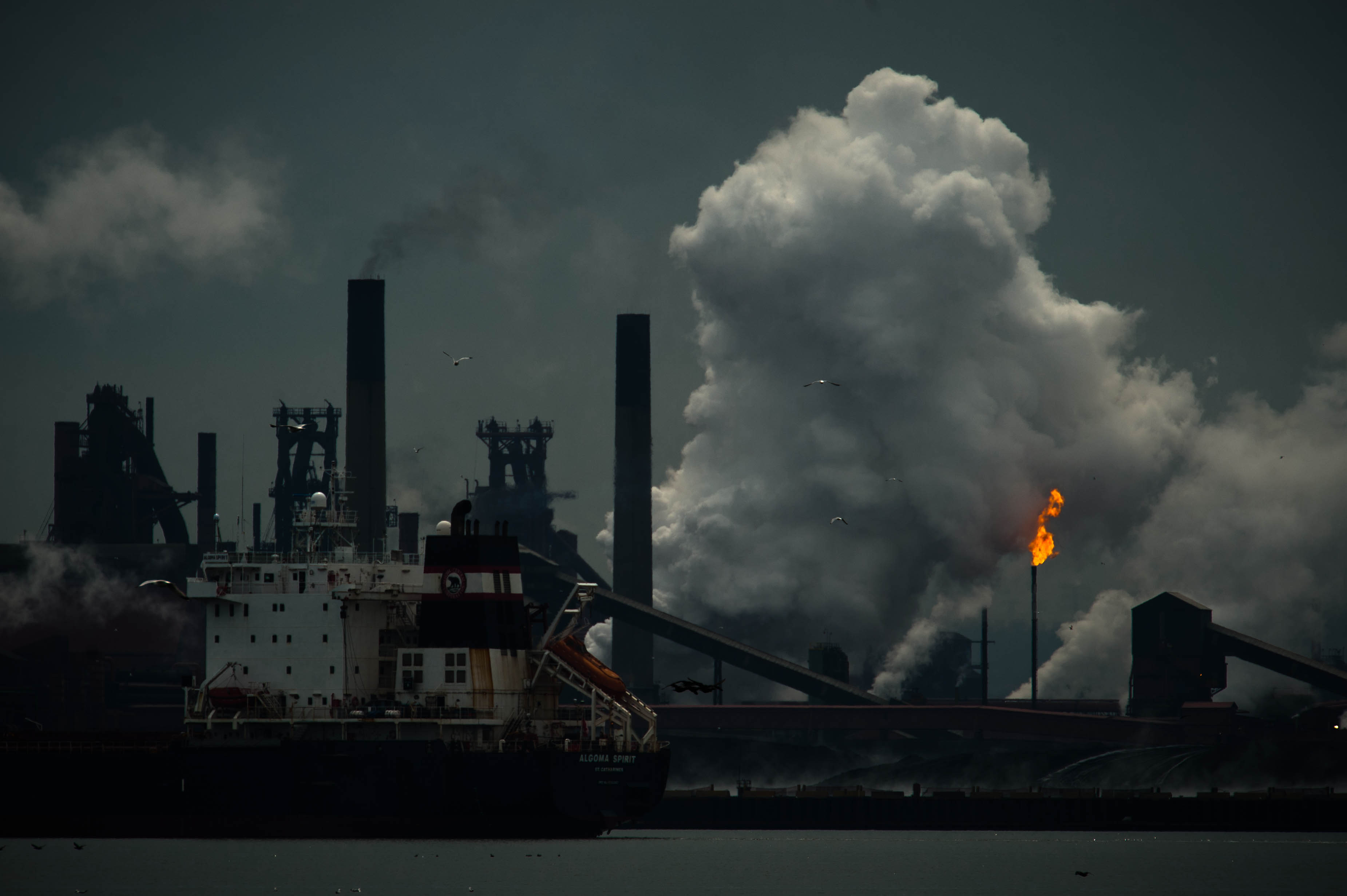
Le port de Hamilton en Ontario

Le transport représente l'une des plus grandes sources de pollution atmosphérique au Canada, avec les émissions industrielles et des centrales thermiques. 
L'Association médicale canadienne estime que la pollution atmosphérique du Canada est responsable chaque année de plus de 21 000 décès prématurés.
Les émissions industrielles provenant des États-Unis contribuent également au smog urbain et aux pluies acides dans quelques régions du Canada. L'Ontario estime que la moitié de la pollution atmosphérique de la province est amenée par les vents soufflant des États-Unis.

#### La pollution de l'eau

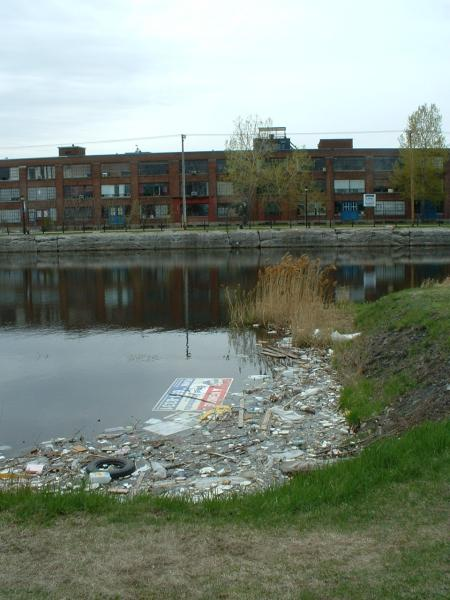
Pollution de l'eau à Montréal

Au Canada, les eaux de surface et les eaux souterraines sont généralement de bonne qualité, mais il arrive qu’elles soient polluées à l’échelle locale ou régionale.

#### La gestion des déchets
En 2006, l'industrie de la gestion des déchets a pris en charge plus de 35 millions de tonnes de déchets :
- 27 millions ont été enfouis ou incinérés ;
- près de 8 millions de tonnes ont été traitées dans des installations de récupération de matières ou dans le cadre de programmes centralisés de compostage.

Environ 22 millions de tonnes de déchets provenaient de sources non résidentielles, les 13 millions de tonnes restantes provenant de sources résidentielles.
Une grande partie des déchets produits au Canada sont exportés en Asie, notamment au Pakistan, en Chine et aux Philippines.

### Impacts de l'urbanisation

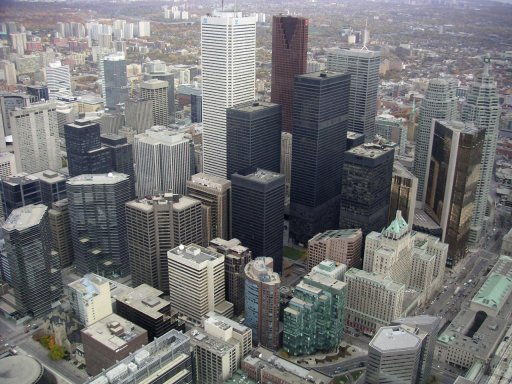
Vue de Toronto depuis la Tour CN

Les plus grandes villes sont Toronto, Montréal, Vancouver et Calgary.
Un étalement urbain (ou périurbanisation) s'est produit sur le territoire, au détriment souvent des centres-villes. Environ 50 % des zones urbaines construites de 1975 à 2005 étaient de bonnes terres agricoles[réf. nécessaire]. Néanmoins, le développement urbain représente moins de 1 % de la surface du Canada[réf. nécessaire].

### Réchauffement climatique
Le réchauffement climatique est deux fois plus rapide au Canada que sur le reste de la planète selon un rapport commandé par le gouvernement canadien. D'après les experts auteurs du rapport, le réchauffement climatique « augmentera la sévérité des vagues de chaleur et contribuera à augmenter les risques de sécheresses et de feux de forêt. Même si les inondations à l’intérieur des terres résultent de multiples facteurs, des précipitations plus intenses augmenteront le risque d’inondation en milieu urbain ».
En 2019, les chercheurs constatent la fonte du permafrost des îles arctiques du Canada. Les modèles climatiques établis par le Groupe d'experts intergouvernemental sur l'évolution du climat (GIEC) ne prévoyaient pas un tel dégel avant 2090. 
Une vague de chaleur à l'été 2021 provoque un record de température (49,6 °C) et déclenche des centaines d'incendies, faisant plus de 700 morts en quelques jours.
La hausse de température moyenne à la latitude d'Edmonton dans le nord est déjà 2 fois et demi plus élevée que la hausse de la température moyenne globale. L'assèchement de la forêt boréale rend les feux plus fréquents et dévastateurs. Et dans l'Arctique, la hausse de température est quatre fois plus élevée : donc, fonte de la glace, dégel du pergélisol.... Les bâtiments dans les communautés inuites s'effondrent parce que le sol sous-jacent fond. Dans les Rocheuses, les glaciers sont presque finis. Le climat change plus rapidement que la capacité des animaux sauvages à s'adapter. Les chaleurs limitent par exemple l'alimentation des ours : absence de baies, eau dans les rivières qui descendent des montagnes trop chaude pour la survie des truites. Et, en l'absence de glace, les ours polaires ne peuvent plus chasser les phoques sur la glace.

## L'exposition aux risques

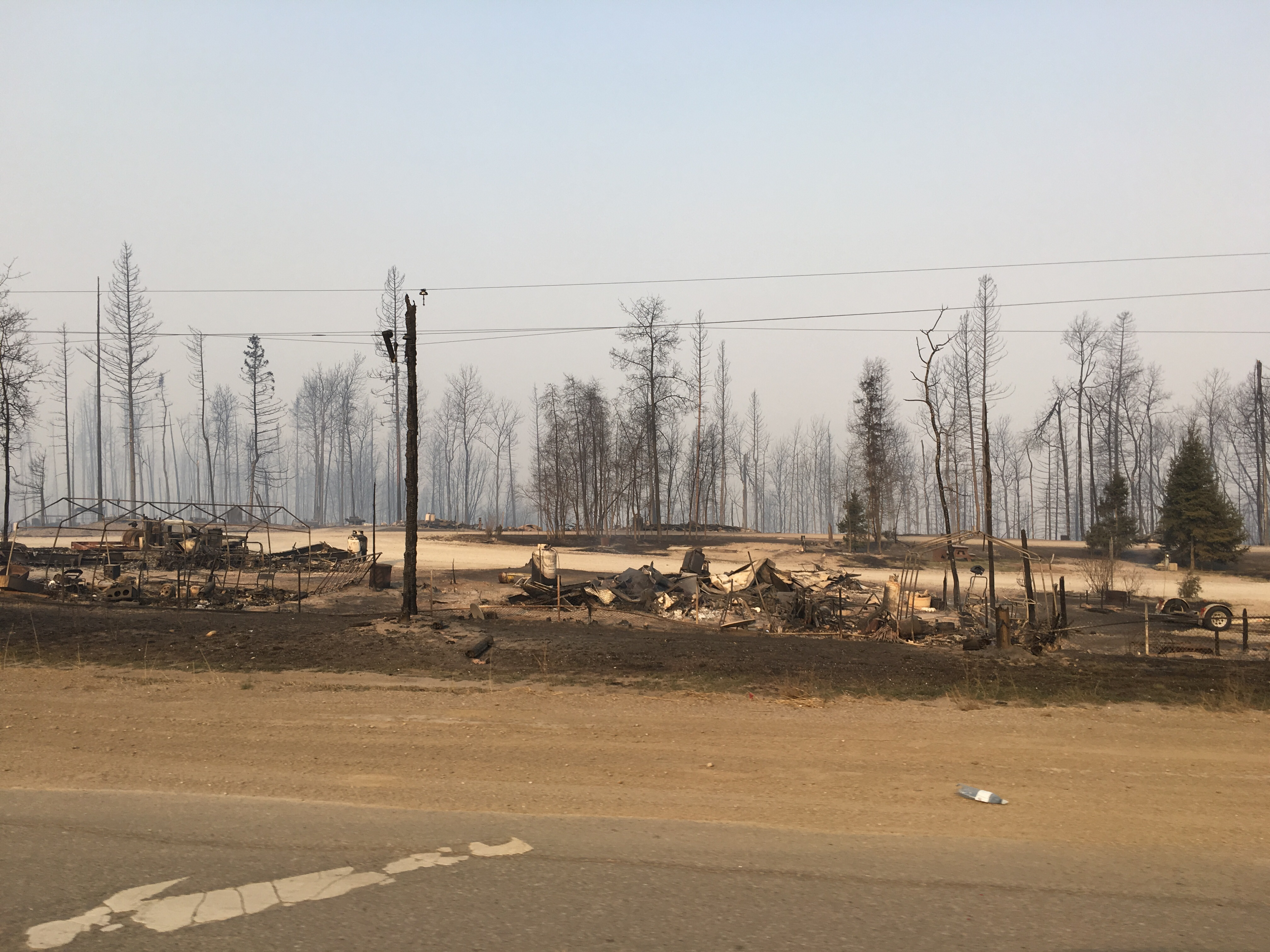
Camping et forêt calcinés par les flammes de l'incendie de Fort McMurray en Alberta le 4 mai 2016

Le Canada est exposé à de multiples aléas naturels : inondations, tempêtes (notamment tempête hivernale), incendies, glissements de terrain, épisodes de chaleur (canicule), secheresses. Les séismes et tsunamis ont fait peu de victimes au cours du siècle et sont peu fréquents...

### Canicules et incendies
En 2023, selon des statistiques gouvernementales, le nombre de feux de forêt enregistrés au Canada a diminué depuis les années 1980, sûrement du fait des politiques de prévention d’incendie. Mais les dernières années ont été marquées par des incendies plus intenses et plus ravageurs. L’ouest du Canada a été particulièrement frappé ces dernières années par des événements météorologiques extrêmes, dont l’intensité et la fréquence sont accrues par le réchauffement climatique.
L'année 1989 fut marquante, avec 12 204 incendies.
En 2016, l'incendie de Fort McMurray, qualifié alors de plus grande (et plus coûteuse) catastrophe naturelle de l'histoire du Canada, a brûlé près de 590 000 ha, et entrainé l'évacuation de près de 90 000 personnes en Alberta. Mais en 2017, un incendie géant s'étend sur au moins le double de surface en Colombie-Britannique. D'avril au 22 août, plus de 1,2 million d'hectares (12 000 km2) de forêt y ont été détruits.
En 2021, une canicule historique touche le Canada : le village de Lytton bat un record absolu de chaleur pour une localité située à plus de 50° de latitude nord avec 49,6 °C. Le 30 juin 2021, le village est détruit en quelques heures par le feu, entrainant l'évacuation de 1 000 personnes (villageois et communautés indigènes des environs). De très nombreux incendies se sont par ailleurs déclarés en raison de la vague de chaleur. En Colombie-Britannique plus d’un million d’hectares de forêts sont détruits par les flammes en juillet.
De nombreux feux de forêt ont dévasté en mai 2023 la province d’Alberta, ravageant près d’un million d’hectares. Au 1er juin 2023, l’est du Canada est ravagé par des feux qualifiés de « sans précédent » par le Premier ministre de Nouvelle-Écosse : on compte alors quatorze feux de forêt, dont trois hors de contrôle ; et quelque deux cents maisons et infrastructures détruites. À la mi-juillet, le Canada atteint 10 millions d’hectares brûlés, avec 571 feux hors de contrôle. Début août, le bilan monte à 13 millions d'hectares, et fin août, à 16 million d'hectares.
En avril 2024, 70 feux brûlent déjà dans l’ouest et le nord du pays. Plus des trois quarts ont débuté en 2023 et ne se sont pas éteints depuis, couvant en sous-sol pendant l'hiver.

### Sécheresses
En 2018, des scientifiques alertent sur la fonte des glaciers du Yukon, celle-ci étant deux fois plus rapide que prévu et pouvant avoir des « conséquences dramatiques » dans la région. Cette accélération a déjà provoqué des changements dans la région : en 2016, en raison du manque d'eau, la rivière Slims qui alimente le lac Kluane a été complètement asséchée. Depuis, le niveau du lac a baissé, provoquant la disparition de milliers de poissons.

## Politique environnementale au Canada

### Rôle de la société civile
En 1971, dans le contexte de Guerre du Viêt Nam, Vancouver abrite une concentration d'écologistes. L'association Greenpeace a été fondée dans cette ville cette année là.
Au contraire, des groupes climatosceptiques s'organisent, tels que le Groupe d’intérêt sur le réalisme climatique. D'orientations conservatrices, ces organisations tendent notamment à nier le réchauffement climatique ou à convaincre qu'il n'est pas lié à l’activité humaine. Pourtant, selon l’Institut des sciences de l’environnement : « ce sont souvent des gens qui viennent d’un autre domaine et qui n’ont aucune connaissance dans les changements climatiques. Ils sont souvent de mauvaise foi et tentent d’inventer des théories pour les faire passer pour de la science.» Les théories climatosceptiques peuvent trouver leur origine dans la crainte ou le rejet du changement, D'après l'universitaire Normand Mousseau, professeur au Département de physique de l’Université de Montréal : « Les gens se sentent agressés, touchés dans leur mode de vie. C’est aussi une réaction de dire: plutôt que de changer mon mode de vie, je vais nier. »
La population du Québec semble être plus sensible aux questions environnementales que celle des autres provinces. Selon une étude universitaire, 67 % des habitants sont conscients de impact humain sur le réchauffements climatique, alors que le chiffre s’abaisse à 47 % en Saskatchewan et à 42 % en Alberta. La structure de l'économie pourrait en être une explication : « Le Québec ne produit pas de pétrole, produit majoritairement de l’hydroélectricité. Comparé à l’Alberta… Il y a toute la structure de l’économie qui pourrait venir expliquer ce phénomène », analyse l'universitaire Erick Lachapelle. Près de 500 000 personnes ont pris part à la manifestation pour le climat dans les rues de la ville de Montréal, en septembre 2019.
De manière générale, les problématiques environnementales ont peu de place dans le débat politique canadien.
En 2021, à la suite de la COP26, un sondage concluaient que seuls 25 % des Canadiens étaient convaincus de la pertinence des conférences internationales sur le climat.

### Réduction des gaz à effet de serre

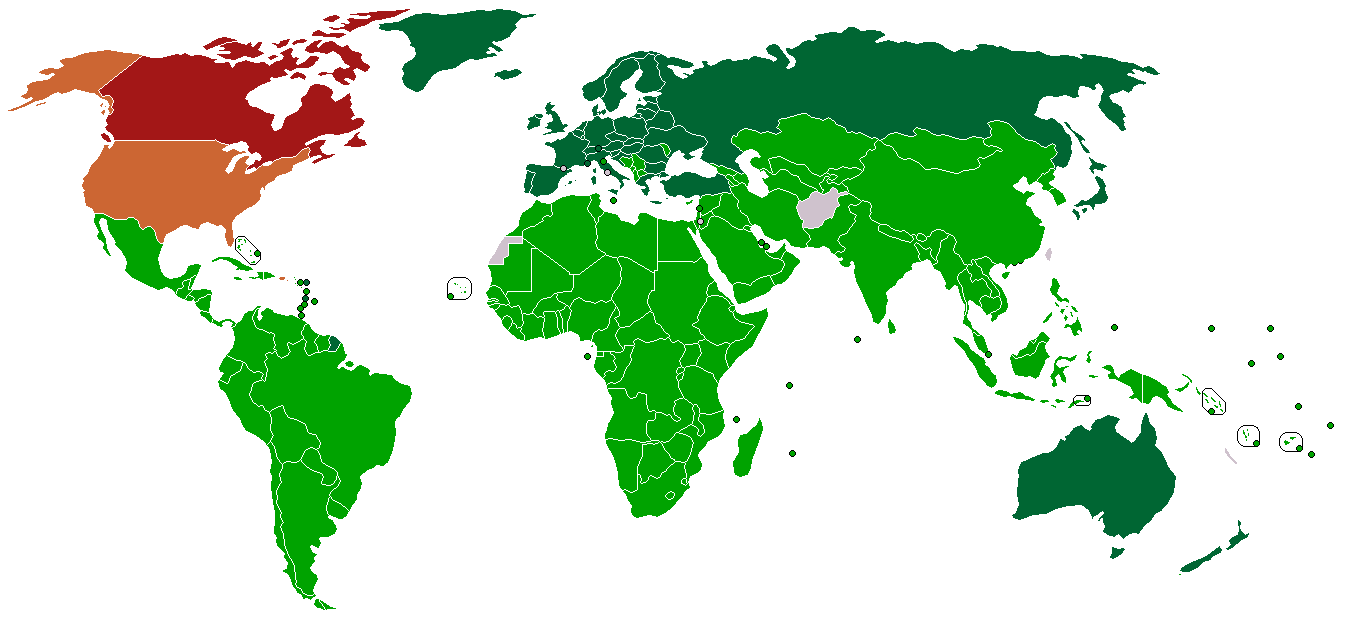
Participation au protocole de Kyoto en janvier 2011 :
Pays ayant ratifié le protocole
Pays signataires refusant pour l'instant de le ratifier
Pays s'étant retiré du protocole
Pays encore non signataires

Bien que le Canada se soit engagé, en 1997, à titre de signataire du protocole de Kyōto à réduire ses émissions de gaz à effet de serre à 6 % sous les niveaux de l'année de référence 1990 pour la période 2008-2012, le pays tarde à mettre en œuvre un plan de réduction des émissions. Déjà, en 2006, le gouvernement minoritaire du premier ministre conservateur Stephen Harper a annoncé qu'il n'atteindrait pas les engagements du Canada, malgré plusieurs projets de lois adoptés par les partis d'opposition à la Chambre des communes du Canada.
Depuis, l'absence de crédibilité du Canada en matière environnementale a été la cible de critiques soutenues de la communauté internationale. À la fin de 2009, le Canada a été successivement pointé du doigt à la conférence de l'APEC, au sommet du Commonwealth et à la conférence de Copenhague. En décembre 2011, le gouvernement annonce qu'il quitte le protocole de Kyōto. N'ayant pas respecté ses engagements, il évite ainsi à son pays de lourdes pénalités financières (14 milliards de dollars). La décision devient effective un an plus tard, le 12 décembre 2012.
Dans le cadre de la Conférence de Paris de 2015 sur le climat (COP 21), Le Canada s’est fixé une réduction de 30 % d’ici à 2030 de ses émissions de gaz à effet de serre par rapport aux niveaux de 2005, mais continue d'exploiter les sables bitumineux. 
Plusieurs gouvernements provinciaux ont, en revanche, mis en place des programmes substantiels afin de réduire les émissions sur leurs territoires respectifs.

### Biodiversité
Le Programme de conservation du patrimoine naturel canadien est doté de 100 millions de dollars. Les Provinces et des ONG comme Conservation de la nature Canada sont également engagée dans la protection de la biodiversité. En 2019, après qu'une étude publiée en juillet par l’Université de la Colombie-Britannique ait confirmé que la biodiversité des terres gérées ou cogérées par les communautés autochtones était plus élevée que celle des parcs ou des réserves fauniques existantes, en soulignant le rôle important des communautés autochtones dans la protection des espèces et de leurs habitats, le gouvernement fédéral canadien a annoncé en aout 2019 qu'il allait financer un projet de protection et conservation porté par la communauté Kaska Dena. L'aire protégée couvre environ 40 000 km2 (plus que la taille de l'île de Vancouver), englobant plusieurs bassins versants et des habitats de nombreuses espèces menacées dont le caribou.

### Gestion des déchets et pollutions
En 1995, le Canada compte parmi les pays à bloquer un projet d'amendement à la Convention de Bâle visant à interdire toute exportation de déchets dangereux par les pays industrialisés vers les pays du tiers monde.
La gestion des déchets est une responsabilité partagée entre les gouvernements fédéraux, provinciaux et territoriaux et les administrations municipales.
L'amiante sera interdit en 2018.

### Agriculture, pêche et exploitation forestière
Le Canada a étendu sa zone de compétence en matière de pêche en 1977 et mis un frein à la pêche étrangère. Entre 1968 et 1982, la gestion des pêches par le gouvernement fédéral devient beaucoup plus globale. Concernant la surpêche, un moratoire a été signé en 1992, amendé par un nouvel accord Franco-Canadien le 5 mars 2014.

### Villes durables

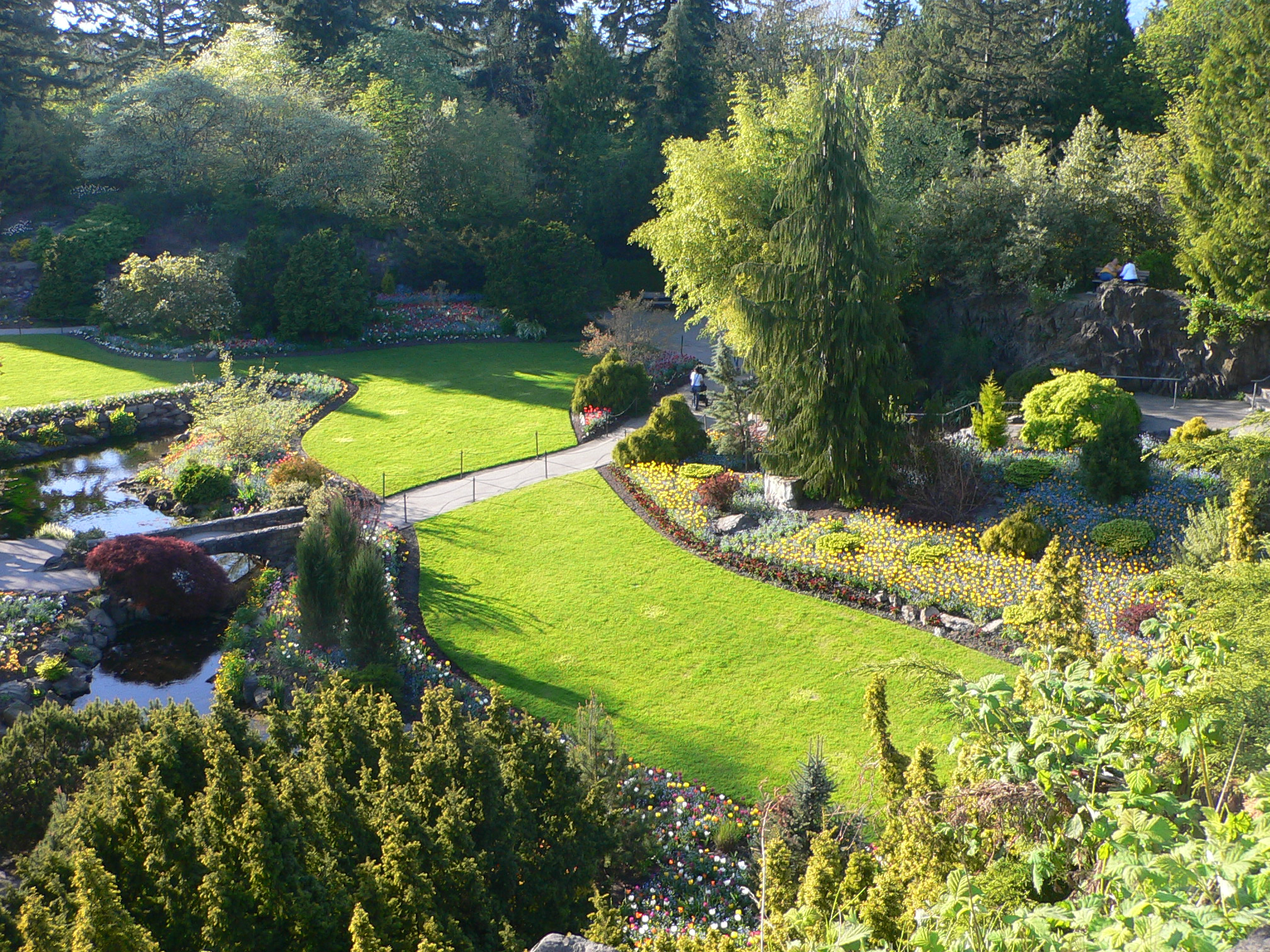
Parc Queen Elizabeth à Vancouver

Vancouver s'inscrit dans une démarche de ville durable en protégeant ses 200 parcs déjà existants et en utilisant des énergies renouvelables à plus de 90 %.[réf. nécessaire]

### Évaluation environnementale globale
En 2015, l'organisation Global Footprint Network (GFN) indique que le Canada est l'un des pays qui a le plus de réserve en biocapacité (Seuls 57 pays sur 181 préservent leurs ressources). Néanmoins, si la biocapacité est très élevée, à environ 14,6 gha (hectare global par habitant), l'empreinte écologique est également forte, à 6,57 gha. C'est notamment le bilan carbone qui est élevé, ainsi que l'empreinte agricole et la consommation de bois.
En 2016, une étude du WWF indique que le Canada possède la 3e empreinte écologique la plus forte au monde ramenée par habitant, avec environ 8,2 hag (hectare globaux) par habitant, comme les États-Unis.